# Кабальеро Кальдерон, Эдуарде
Эдуа́рде Кабалье́ро Кальдеро́н (исп. Eduardo Caballero Calderón; 6 марта 1910, Богота — 3 апреля 1993, там же) — колумбийский писатель
, публицист, журналист, дипломат и политик.

## Биография
Родился в семье генерала Лукаса Кабальеро Барреры, либерального мэра Типакоке.
С 1939 года сотрудничал с газетой «Тьемпо» («Timpo»), возглавлял литературную секцию. В 1946‒1948 годах занимал дипломатические посты. В качестве дипломата долгое время работал в Мадриде и Париже. Из латиноамериканских стран работал в Перу и Аргентине. С 1962 по 1968 год был послом Колумбии в ЮНЕСКО.
колумбийский писатель, публицист, дипломат. Ром. «Отвернувшийся Христос» (1947), «Сьерво безземельный» (1954, п. 1963), «Добрый дикарь» (1966), «Каин» (1969). Книги очерков и эссе «Подземные пути» (1936), «Типакокский дневник» (1950), «Крестьяне» (1974).
В литературе дебютировал в 1936 году книгой очерков «Подземные пути», за которой последовали книги о природе и людях Колумбии и историко-философское эссе. С 1938 года время от времени использовал псевдоним Суонн .
Автор романов «Искусство жить без мечтаний» (1943) ‒ о колумбийской интеллигенции, «Добрый дикарь» (1966) ‒ о латино-американском студенте, попавшем в Париж. В романах «Отвернувшийся Христос» (1952), «Сьерво безземельный» (1954) реалистически изображена жизнь колумбийского крестьянства. . Автор романов «Каин» (1969), публицистических работ «Извлечения из Дон-Кихота» (1947), «Сервантес в Колумбии» (1942), «Колумбийские письма» (1949), «Велика Кастилия!» (1954) и других.
В 1965 году награждён Премией Надаля.